# Fosse mésoaméricaine
La fosse mésoaméricaine est une zone de subduction et une fosse océanique, située dans l'océan Pacifique, profonde de 6 669 mètres à son point le plus bas.
Comme son nom l'indique, elle est située au large de l'Amérique centrale.

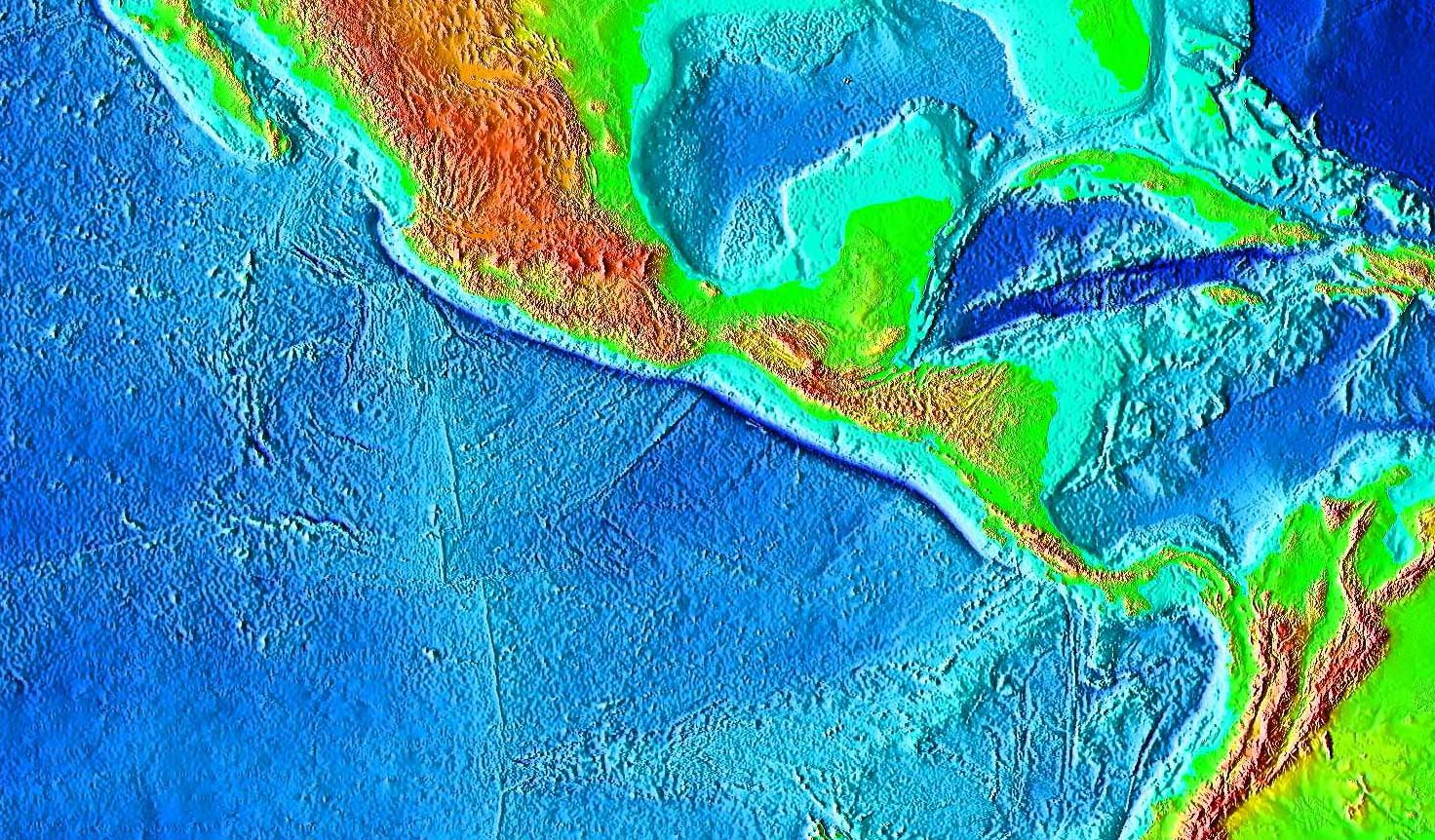
L'emplacement de la fosse est coloré en bleu foncé